# Folkomröstningen om EG-medlemskap i Danmark 1972
Folkomröstningen om EG-medlemskap i Danmark 1972 hölls i Danmark den 2 oktober 1972, där 63,4 % sa ja till danskt medlemskap i Europeiska ekonomiska gemenskapen (EEG) och övriga Europeiska gemenskaperna (EG), och 36,6 % röstade mot. Valdeltagandet uppräknades till 90,1 % eller 90,4 % beroende på källa. Beslutet att Danmark skulle gå med i EEG togs den 11 oktober samma år, och Danmark gick med den 1 januari 1973.

## Bakgrund
Enligt sektion 20 av Danmarks grundlag, måste varje lag som inskränker den danska statens suveränitet (som ett EEG-medlemskap) antas av det danska parlamentet med minst 5/6 av medlemmarna som röstar för en sådan lag. Om en majoritet röstar för, men inte med minst en majoritet på 5/6, och statsmakterna regeringen vill fortsätta driva frågan, kan den bli föremål för folkomröstning, och det var det som hände i Danmark 1972.

### Fotnoter
1. 1 2  http://sekr.uvm.dk/historie/tekster_tidssoejle/tid_hist/dan_ja_1972.html Arkiverad 10 juni 2007 hämtat från the Wayback Machine. - från Danmarks undervisningsministerium (danska)
2. ↑  http://www.fokus-europa.dk/historie.asp (danska) Arkiverad 29 juni 2007 hämtat från the Wayback Machine.
3. ↑  http://www.wolffbrandt.dk/europa/ep990217.htm (danska) Arkiverad 26 juli 2011 hämtat från the Wayback Machine.
4. 1 2  Engelskspråkig version av Danmarks konstitution Arkiverad 27 februari 2008 hämtat från the Wayback Machine.